# Ɫ
Das Ɫ (kleingeschrieben ɫ) ist ein Buchstabe des lateinischen Schriftsystems. Er besteht aus einem L, das von einer Tilde durchgestrichen wird.
Der Buchstabe wird in Kobon für einen extrem seltenen alveolopalatalen Lateral verwendet, der nicht in IPA darstellbar ist. Der Kleinbuchstabe ɫ wird hingegen im internationalen phonetischen Alphabet für einen velarisierten stimmhaften lateralen alveolaren Approximanten verwendet.

## Darstellung auf dem Computer
Unicode enthält das Ɫ an den Codepunkten U+2C62 (Großbuchstabe) und U+026B (Kleinbuchstabe).